# Taufbecken St-Maurice (Blandy-les-Tours)

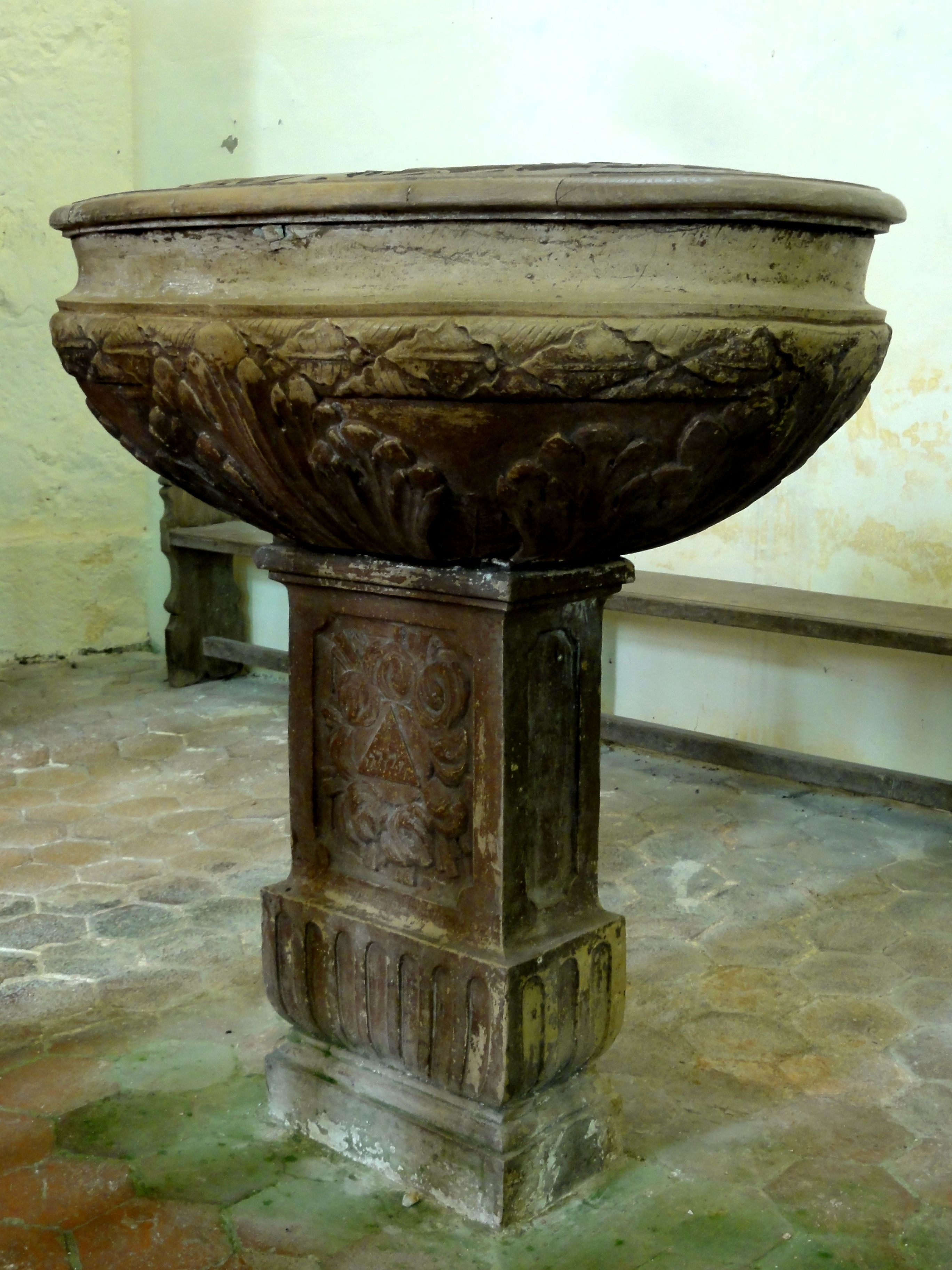
Taufbecken in Blandy-les-Tours

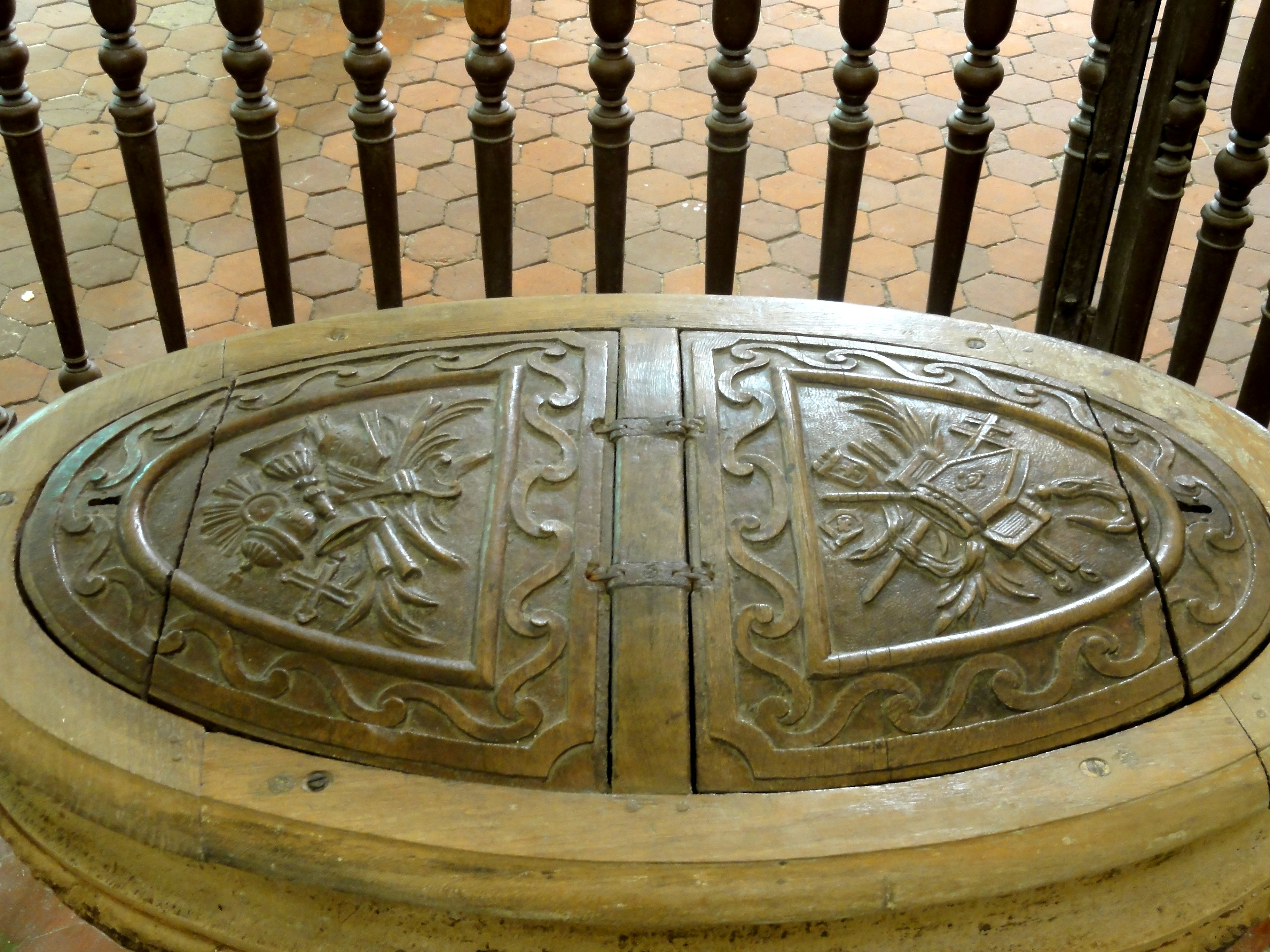
Holzdeckel mit Schnitzereien

Das Taufbecken in der Kirche St-Maurice in  Blandy-les-Tours, einer französischen Gemeinde im Département Seine-et-Marne in der Region Île-de-France, wurde im 18. Jahrhundert von einer unbekannten Werkstatt geschaffen.  
Im Jahr 1995 wurde das Taufbecken aus Stein als Monument historique in die Liste der geschützten Objekte (Base Palissy) in Frankreich aufgenommen.
Das 1,05 Meter hohe Taufbecken steht auf einem rechteckigen Sockel, der kanneliert ist. Das ovale Becken ist mit Akanthusblättern und einem Fries aus Eichenblättern geschmückt.  
Der geschnitzte Holzdeckel ist mit kirchlichen Trophäen versehen: Mitra, Bischofsstab, Ziborium, Monstranz, Kelch, Stola, Kreuz und Kerzen.